# Даник Юрій Григорович
Ю́рій Григо́рович Да́ник (нар. 03 лютого 1964 року, м. Київ) – генерал-майор, доктор технічних наук (2000 р.), професор (2002 р.), Заслужений діяч науки і техніки України (2004 р.), Лауреат Державної премії України в галузі науки і техніки (2006 р.).  Начальник Житомирського військового інституту імені С. П. Корольова (2011 р. – 2016 р.), начальник Навчально-наукового центру високих технологій Національного університету оборони України (2010 р. – 2011 р.)

## Біографія
Народився 03 лютого 1964 року, в місті Києві. В 1987 році із золотою медаллю й дипломом з відзнакою закінчив Житомирське вище військове училище радіоелектроніки. 
У квітні 1994 року захистив дисертацію й отримав науковий ступінь кандидата технічних наук. В 2000 році захистив дисертацію і отримав науковий ступінь доктора технічних наук. У 2002 році отримав вчене звання професора. У 2002 році із золотою медаллю й дипломом з відзнакою закінчив Харківській військовий університет (оперативно-тактичний рівень). З 2004 року начальник науково-дослідного відділу Об'єднаного науково-дослідного інституту Збройних Сил.
У 2007 році з дипломом з відзнакою закінчив Національну академію державного управління при Президентові України. З 2008 року - заступник начальника кафедри (стратегії національної безпеки та оборони) Національної академії оборони України. У 2008 році був призначений на посаду начальника кафедри застосування космічних систем Національної академії оборони України.
У 2010 році закінчив Національний університет оборони України (оперативно-стратегічний рівень). У 2010 році був призначений на посаду начальника навчально-наукового центру високих технологій Національного університету оборони України. З червня 2011 року по липень 2016 року начальник Житомирського військового інституту імені С.П. Корольова. 

## Нагороди
- 2004 - заслужений діяч науки і техніки України[1]
- 2006 - Державної премії України в галузі науки і техніки (2006 р.)[1]
- 2016 - кавалер ордену Богдана Хмельницького ІІІ ступеню[3].

## Наукові праці
Деякі наукові праці опубліковані особисто та у співавторстві: 
- «Аналіз застосування і перспективи використання безпілотних літальних апаратів» (2001)
- «Погляди на формування інформаційного поля для розвідки повітряного простору у заданих напрямках» (2001)
- «Теорія і техніка протидії безпілотним засобам повітряного нападу» (2002 р.)
- «Комплексне інформаційне забезпечення систем управління польотами авіації та протиповітряної оборони» (2004 р.)
- «Теоретичні основи побудови завадозахищених систем інформаційного моніторингу повітряного простору» (2004 р.)
- «Космічні системи інформаційного забезпечення безпілотних засобів різного призначення» (2006 р.)
- «Національна безпека: запобігання критичним ситуаціям» (2006 р.)
- «Високотехнологічні аспекти забезпечення національної та міжнародної безпеки» (2008 р.)
- «Безпілотна авіація в сучасній збройній боротьбі» (2008 р.)
- «Основи стратегії національної безпеки та оборони держави» (2009 р.)
- «Особливості формування системи кібернетичної безпеки України в контексті розвитку системи кібернетичної безпеки провідних країн світу» (2011 р.)
- «Введення до теорії дослідження операцій» (2014 р.)
- «Методологічні основи наукових досліджень. математичне моделювання та оптимізація складних систем і процесів» (2014 р.)
- «Система локального та глобального моніторингу параметрів навколишнього середовища реального часу» (2014 р.)
- «Синергія інформаційних  та кібернетичних дій» (2014 р.)

### Інтерв'ю і публікації
- Воїни дистанційної війни
- Генерал Юрий Даник: "Наша аппаратура может засечь террориста даже по выключенному мобильнику" [Архівовано 5 серпня 2017 у Wayback Machine.]
- Від електротехнічної школи до вишу високих технологій
- У Житомирі міністр оборони представив нового начальника ЖВІ ім. Корольова. 06.07.2016